# Manfred Eigen
Manfred Eigen (Bochum, 1927. május 9. – Göttingen, 2019. február 6.) német biofizikus–kémikus. 1967-ben kémiai Nobel-díjjal tüntették ki, Ronald Norrish és George Porter tudóstársaival megosztva, „a rendkívül gyors kémiai reakciók terén elért eredményeiért”.

## Életrajz
Manfred Eigen 1927. május 9-én született Bochumban, Ernst Eigen kamarazenész és felesége, Hedwig (leánykori családneve Feld) fiaként. Bochumban, humanista gimnáziumban végezte el középfokú tanulmányait. 1945 őszén kezdte meg a göttingeni Georg-August Egyetem fizika–kémia szakát, és 1951-ben természettudományi doktori címet szerzett. Arnold Eucken irányításával írta disszertációját a nehézvíz és a vizes elektrolitoldatok fajhőjéről.

## Művei
- Molekulare Selbstorganisation und Evolution (Self organization of matter and the evolution of biological macro molecules). In: Die Naturwissenschaften. 58 (10) k.,465–523 o., Springer, Berlin/Heidelberg 1971, ISSN 0028-1042.
- Ruthild Winklerrel: Das Spiel. Naturgesetze steuern den Zufall. Piper, München/Zürich 1975, ISBN 3-492-02151-4 (14 Auflagen); Neuauflage: Rieck, Eschborn 2010–2016 (6. Auflage), ISBN 978-3-924043-95-7 (hat nyelven megjelent).
- Peter Schusterrel: The Hypercycle – A Principle of Natural Self-Organization. Springer, Berlin 1979.
- Stufen zum Leben. Piper, München/Zürich 1987.
- Perspektiven der Wissenschaft – Jenseits von Ideologien und Wunschdenken. DVA, Stuttgart 1988, ISBN 3-421-02752-8.
- Peter Frieß, Andreas Fickers (Hrsg.): Wolfgang Frühwald und Manfred Eigen sprechen über die Neugier als Antrieb wissenschaftlichen Arbeitens (= TechnikDialog, Heft 1). Deutsches Museum, Bonn 1993, OCLC 312759487.
- From Strange Simplicity to Complex Familiarity. A Treatise on Matter, Information, Life and Thought. Oxford University Press, Oxford 2013, ISBN 978-0-19-857021-9 (angolul).

## Magyarul megjelent művei
- Manfred Eigen – Ruthild Winkler(wd): A játék: Természeti törvények irányítják a véletlent. (magyarul) Koch Sándor (fordító). Budapest: Gondolat Könyvkiadó. 1981.   426. o. ISBN 9632810198